# A Guerra da Água
A Guerra da Água é um documentário de Moçambique de 1995 dirigido por Licínio Azevedo e Brigitte Bagnol como assistente de direcção.

## Sinopse
Quatro histórias cruzam-se numa aldeia moçambicana da região do Chicomo, em Moçambique. Histórias sobre a importância de uma lata com água, de um poço que se avaria, de um caçador solitário, de um pássaro que, dentro de uma gaiola, se transforma numa telefonia portátil... A atravessar todas estas histórias, a dignidade nos olhares das pessoas.
São três as personagens deste documentário: o poço, as mulheres e o embondeiro, que retrata o problema da escassez de água no país.

## Festivais
- Festival du Réel, França
- Festival dei Popoli, Itália

## Prémios
- Certificado de Mérito, 3.º International Environmental Film Festival, África do Sul (1997)
- Prémio Melhor Produção do Southern Africa Communications for Development, África do Sul (1996)
- Menção Especial do Júri do International Enviromental Film Festival, Alemanha (1996)
- Menção Especial do Júri da XXIII Jornada International de Cinema e Vídeo da Bahia, Brasil (1996)